# Titus Kipjumba Mbishei
Titus Kipjumba Mbishei (ur. 28 października 1990) – kenijski lekkoatleta specjalizujący się w biegach długodystansowych.
Pierwszą dużą imprezą, w której wystąpił były mistrzostwa globu w biegu na przełaj w 2008 roku – indywidualnie w biegu juniorów był wówczas piąty, a drużynowo zdobył złoto. W tym samym sezonie został w Bydgoszczy wicemistrzem świata juniorów w biegu na 10 000 metrów. Na kolejnym czempionacie w przełajach zdobył w kategorii juniorów indywidualnie srebro i drużynowo złoto. Startował w igrzyskach Wspólnoty Narodów zajmując w nich, w Nowym Delhi w październiku 2010, czwarte miejsce w biegu na 10 000 metrów.
Rekordy życiowe: bieg na 5000 metrów – 13:00,04 (6 sierpnia 2010, Sztokholm), bieg na 10 000 metrów – 26:59,81 (16 września 2011, Bruksela). 

## Osiągnięcia
| Rok  | Impreza                               | Miejsce    | Konkurencja              | Lokata     | Wynik    |
| ---- | ------------------------------------- | ---------- | ------------------------ | ---------- | -------- |
| 2008 | Mistrzostwa świata w biegu na przełaj | Edynburg   | indywidualnie (juniorzy) | 5. miejsce | 22:45    |
| 2008 | Mistrzostwa świata w biegu na przełaj | Edynburg   | drużynowo (juniorzy)     | 1. miejsce |          |
| 2008 | Mistrzostwa świata juniorów           | Bydgoszcz  | bieg na 10 000 m         | 2. miejsce | 27:31,65 |
| 2009 | Mistrzostwa świata w biegu na przełaj | Amman      | indywidualnie (juniorzy) | 2. miejsce | 23:30    |
| 2009 | Mistrzostwa świata w biegu na przełaj | Amman      | drużynowo (juniorzy)     | 1. miejsce |          |
| 2010 | Igrzyska Wspólnoty Narodów            | Nowe Delhi | bieg na 10 000 m         | 4. miejsce | 28:03,10 |